# Space Telescope Science Institute
Space Telescope Science Institute (STScI) är ett vetenskapligt center, vid Johns Hopkins University i Baltimore i USA, och drivs av Association of Universities for Research in Astronomy (AURA) på uppdrag av NASA. STScI driver det vetenskapliga programmet för rymdteleskopet Hubble och dess efterföljare James Webb-teleskopet som skickades upp i rymden på juldagen 2021 (25 december).